# Violin
En violin eller fiol tillhör gruppen stråkinstrument och sopranmedlemmen i fiolfamiljen. Den är sedan sexton- eller sjuttonhundratalet ett av de allra vanligaste musikinstrumenten, i såväl klassisk musik som folkmusik.

## Namn
Namnet är av omstridd härkomst men anses vara besläktat med "vitula" och "vitulari" (latin: "jubel" resp. "jubla"). Det italienska ordet violino är ursprungligen diminutiv (förminskningsform) av viola – bokstavligen 'liten viola' – och betecknar alltså en mindre variant av ett ursprungligt instrument, besläktat med det som på svenska kallas viola eller altfiol. I de flesta språk används varianter på namnen violin och viola för de båda instrumenten. De äldre och/eller folkligare varianterna fiol, fiddla och fela har kommit över tyskan och var ursprungligen varianter av ordet viola, men betecknar i dag det mindre instrumentet. Före violinfamiljens tid, till exempel i gambafamiljen, var det också alt- och tenorstorlekarna – ungefär motsvarande violan – som var de mest använda. Det förklarar varför det är altfiolens namn som är det språkligt ursprungliga.
I modern svenska används benämningarna fiol och violin med en stilskillnad så att den förra brukas mer i tal, den senare mer i notskrift och programblad. Den som spelar fiol kallas violinist, åtminstone inom klassisk musik. På flera germanska språk används dock termer som "fiddler" (engelska), "Fiedler" och "Fiedelspieler" (tyska) och dylikt för att beteckna vad som på svenska kallas spelman (på fiol) eller fiolspelman. I bland används även beteckningen fiolist.

## Historia
De tidigaste stråkinstrumenten utvecklades troligen i Asien. Föregångare till violinen inkluderar den arabiska rebecen eller rebaben. I Europa hade knäppinstrument förekommit sedan antiken, medan stråkar introducerades först under medeltiden. Instrumenten spelades i knät och hade tre till fem strängar, men varken storlek eller form var standardiserade.
Under 1400- och 1500-talet uppstod nya former liknande den moderna violan i Italien. Instrumenten spreds gradvis över Europa under renässansen. Från att ursprungligen ha använts mestadels i dansmusik började de även användas vid kyrkor och hov. Vid samma period utvecklades de första orkestrarna, och den mindre fiolen blev stråkinstrumentens sopran och melodiinstrument. Några typiska modeller från denna period var violen, viola da braccian och viola da gamban.
Under barocken utvecklades instrumenten till att bli något större och ljudstarkare. Fiolbyggandet utvecklades till ett svårt hantverk av främst italienska violinmakare som Stradivarius, Guarneri del Gesù och Amati. Vid denna period utvecklade kyrkorna och hoven större orkestrar där stråkkören var den viktigaste gruppen. Här etablerades normen för stråkmusik som fyrstämmig sats samt generalbas. De två översta stämmorna spelades av violiner, den mittre av en viola, och den understa av en viola da gamba. Violinen användes även som soloinstrument, och tonsättare som Vivaldi och Telemann skapade de första violinkonserterna. Violinen blev härmed det mest profilerade instrumentet i stråkgruppen.
Under 1700- och 1800-talet kom framför allt tyska hantverkare att konkurrera med de äldre italienska modellerna. Mittenwald i Bayern blev centrum för den tyska skolan med närhet till nödvändigt material i form av gran. Jacob Stainer var kanske 1600-talets mest kända violinbyggare. Violinbyggandet som hantverk är starkt styrt av 1700- och 1800-talets standarder. Samtidigt vidareutvecklades instrumentets spelmöjligheter, och såväl soloverk som orkesterstämmor visar allt svårare tekniska krav. I och med klassicismen hade den bandade gambafamiljen ersatts av fiolfamiljen. Att instrumenten saknade band möjliggjorde bra intonation i fler tonarter, dubbelgrepp, och större uttrycksfullhet i stråkföringen. Kända konserter från denna tid skrevs av tonsättare som Haydn och Mozart. Samtidigt etablerades stråkkvartetten som en av de viktigaste ensemblerna inom kammarmusik. Fiolen fortsatte också att användas inom den europeiska folkmusiken. Många lokala fiolbyggare hade lärt sig imitera de italienska standarderna, och fiolen blev en gemensam standard som förekom i nästan alla länders folkmusik. Vissa fortsatte dock att ändra instrumenten, och kombinera med andra instrumenttyper. Många länder har kvar karakteristiska former som hardingfelan och nyckelharpan.
I och med romantiken blev de nya stråkinstrumenten centrala i tonsättarnas önskan att gestalta känslor och uttryck. Vibrato och andra expressiva tekniker som tremulando, legato och spiccato infördes i repertoaren. Samtidigt standardiserades symfoniorkestern, med stora violinsektioner och regler för solo- och stämfördelning.

### I Sverige
Stråkinstrument har funnits i Sverige och övriga Europa under lång tid, men violinen har det inte.
Fiolens och violinens intåg i Sverige skedde i början av 1600-talet. År 1629 hade Hovkapellet under Gustav II Adolfs tid utökats med stråkstämmor från att tidigare enkom haft blåsinstrument. Från 1720 blev den huvudinstrument och i landet som helhet blev den då mer populär. Från ca 1800 var fiolen ett helt dominerande instrument där spelmän spelade.
Nationalromantiken fick många tonsättare att låna från sina länders respektive folkmusiktraditioner, och musik av exempelvis Brahms, Grieg och Chopin imiterade de folkliga fiolspelmännen. Under andra halvan av 1800-talet utvecklades en större fokus på klangvariation och alternativa speltekniker som fortsatte in i 1900-talet.

## Form och konstruktion
Fiolen består av kropp, hals och skruvlåda. På kroppen monteras en stränghållare, från vilken strängarna spänns upp till stämskruvarna. Halsen avslutas i toppen med den så kallade snäckan, en spiralformad dekoration som påminner om en snäcka. Ett hakstöd, och, vanligtvis, ett axelstöd används som tillbehör för att lättare kunna hålla fiolen under hakan, emedan handen egentligen inte stödjer fasthållandet av instrumentet.
Fiolstorlek – totallängd
- 4/4 – 59,4 cm
- 3/4 – 56,5 cm
- 1/2 – 52,2 cm
- 1/4 – 47,0 cm
- 1/8 – 43,0 cm

### Kropp
Fiolens kropp är ihålig för att skapa resonans och förstärka tonen. Den övre delen kallas lock, den undre botten, och kanten sarg. Kroppen limmas på bättre instrument företrädesvis ihop med animaliskt lim för att underlätta isärtagning och lagning.
Locket tillverkas vanligen av gran, eller ett liknande mjukt träslag såsom cederträ. Två f-formade hål släpper ut ljudet ur resonanskroppen och tillåter locket att vibrera friare. Ljudet fortplantas från strängarna till locket via stallet som strängarna vilar på. En vanlig och allmänt accepterad föreställning för att ljudet skall bli bra är att granen skall ha täta och jämna årsringar samt att höstveden (den mörka, hårda) skall vara tunn i förhållande till vårveden. Syftet med detta är att locket skall vara starkt för att kunna motstå spänningarna, men samtidigt lätt för att kunna vibrera fritt. Denna föreställning är dock inte bevisad och det förekommer högklassiga instrument som till och med har kvistämnen i sig. Likaså är den förhärskande åsikten att locket skall ha stående årsringar, dvs att lockstycket skall vara skuret radiellt ur stocken, men även här finns avvikelser (om än mycket få) bland mästarinstrumenten.
Bottnen och sargen tillverkas av hårdare träslag, oftast lönn. På finare instrument läggs ofta stor vikt vid ett estetiskt tilltalande virkesval där flammig lönn är vanligast men fågelögonlönn förekommer sporadiskt. Sargen sågas ut på så vis att de (vanligtvis) 6 delarna passar varandra. Den cirka en millimeter tjocka sargen är basad (böjd) till sin rätta form med hjälp av värme och fukt och förstärkt med lister mot lock och botten. Listerna görs ofta av lind eller fur, dock sällan gran då detta är svårare att basa. Sargen förstärks vid hals, nederdel och de fyra hörnen, ofta med lind eller gran.
En viktig komponent för att fördela ljudvibrationerna mellan lock och botten är ljudpinnen, en träpinne av gran som är inklämd mellan lock och botten inuti fiolen strax bakom stallets diskantsida (den del av stallet som ligger under E-strängen). På bassidan sitter en basbjälke limmad svagt diagonalt på lockets insida utmed nästan hela lockets längd. Denna stagar upp locket, och förstärker bastonerna.
Längs både lockets och bottens kant är en inläggningsåder monterad. Denna skyddar kanten på lock och botten samt utgör en dekoration och består oftast av tre tunna fibrer: svart, vitt, svart. Det vita är oftast lönn där man på högklassiga instrument skär lönnen radiellt så att märgstrålarna syns. De svarta fibrerna är idag ofta gjorda av träfiber. Tidigare var de gjorda av ebenholts eller ett svartbetsat mjukare träslag som till exempel päron. De ytterst tunna spån som krävs kunde åstadkommas genom att hyvla när det gällde ett mjukare träslag, men användes ebenholts krävdes mer bearbetning.
Kroppen är lackerad på utsidan. Insidan är vanligtvis obehandlad men kan ibland vara struken med vattenglas eller olja, dock aldrig lackerad.

### Hals och greppbräde
Halsen monteras på kroppen och är vanligen tillverkad av lönn. På ovansidan av den, under strängarna, sitter greppbrädan mot vilken strängarna trycks ner. Denna tillverkas av ett hårt träslag (ofta ebenholts) eftersom vibrationer från strängarna innebär ett kraftigt slitage. Greppbrädan kan med jämna mellanrum behöva slipas, eftersom gropar i den kan inverka negativt på tonen. Greppbrädan är svagt konkav från sidan sett för att undvika skorrning som annars skulle uppstå eftersom greppbrädan saknar band. Från botten eller snäckan sett är greppbrädan i stället konvex för att möjliggöra för spelaren att kunna spela på en enstaka sträng. Konvexiteten är dock inte symmetrisk utan aningen högre på diskantsidan. Mellan greppbrädan och skruvlådan sitter den så kallade översadeln där strängarna vilar i varsin smal skåra.
På toppen av halsen sitter skruvlådan, där de koniska (och ogängade) stämskruvarna sitter i brotschade hål med samma konicitet som stämskruvarna. Varje sträng är upplindad kring sin stämskruv. Genom att vrida på skruven kan strängen spännas och slackas.
Stämskruvarna tillverkas vanligen av hårda träslag som ebenholts eller buxbom. De är ofta tillverkade av halvfabrikat, även av fiolmakare som handbygger instrumentet. Stämskruvarna är koniska för att kunna sitta hårt även efter en tids slitage. För att motverka att de gnisslar smörjs de ofta in med en blandning av till exempel talk och tvål. Stämskruvarna var förr tillräckliga för att kunna stämma fiolen men är i och med moderna strängar otillräckliga för stämningen av framförallt a- och e-strängen, varför en finstämmare oftast installeras på stränghållaren (se nedan).
Halsen är lackerad med undantag för hålen för stämskruvarna samt undersidan, som båda lämnas olackerade av friktionsskäl. Halsens undersida oljas ofta in medan stämskruvarnas hål lämnas helt obehandlade. Vid fioltillverkning brotschas därför stämskruvarnas hål upp slutgiltigt först då fiolen är färdiglackerad.

### Stränghållare
I ett hål i sargen mitt emot halsen sitter stränghållarknappen. Runt stränghållarknappen fästs stränghållaren. Stränghållaren används för att fästa strängarna vid instrumentets nedre del, och tillverkas traditionellt av ebenholts men finns även i plast, metall eller andra träslag.
I allmänhet monteras finstämmare, en mindre uppsättning stämskruvar av metall, i stränghållaren. Dessa har en form av utväxling och gör det lättare att göra små justeringar av stämningen än med de vanliga stämskruvarna. Finstämmarna anses dock dämpa klangen, och vissa violinister undviker att använda finstämmare.
Finstämmare har tillkommit i och med de nyare strängarna av metall eller nylon: dessa är hårdare och därmed känsligare än de äldre strängarna av senor och kräver därför mer precision i stämningen. Tidigare räckte stämskruvarna vid snäckan för att stämma en fiol med sensträngar då dessa är elastiska och därför kräver större rörelser i stämningen för att ändra ton.
Där stränghållarsenan löper över lockets kant finns en bit ebenholts infäst i locket. Detta lilla skydd för locket kallas nedersadel. Vanligen monteras ett hakstöd (eller hakhållare) på bassidan intill alternativt över stränghållaren.

### Strängar

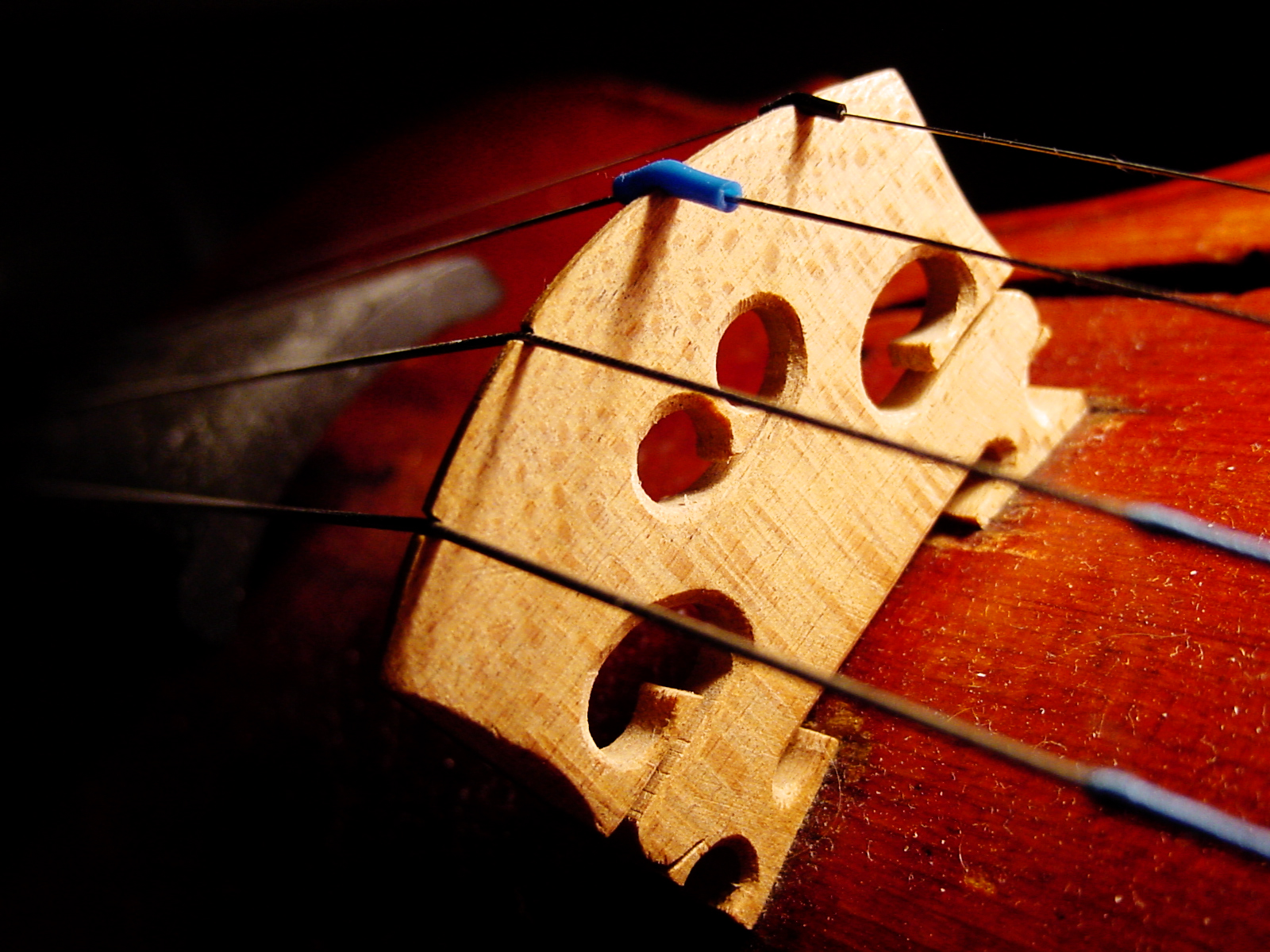
Strängar spända över stallet.

De fyra strängarna monteras från stränghållaren, över stallet och sadeln upp till stämskruvarna.
De består vanligen av stål, omspunnet med mindre trådar av aluminium eller silver. Ibland används så kallade syntetsträngar, där stålkärnan bytts ut mot nylon eller perlon. Många violinister anser att sen- och syntetsträngar ger en varmare ton, men uppfattningen vilken strängtyp och vilket märke som är bäst varierar från person till person. Det är inte heller ovanligt att en violinist kombinerar strängar av olika sort. Några olika märken av strängar är Corelli, Jargar, Kaplan, Larsen, Prim, Pirastro och Thomastik.

### Stråken
Stråken består av en båge av trä samt ett tagel, som används för anstryka strängarna. Taglet kan spännas och slackas via en skruvmekanism. Vanligare blir stråkar i kolfiber (fortfarande används hästtagel) och det råder blandade åsikter om kolfiber duger eller till och med kan vara bättre än trä. För nybörjare finns även stråkar i andra material.
Fiolstorlek – stråklängd(ca)
- 4/4 – 74 cm
- 3/4 – 68 cm
- 1/2 – 61 cm
- 1/4 – 55 cm
- 1/8 – 51 cm
- 1/16 – 43 cm

## Stämning
Den grundläggande stämningen av en fiol är g, d1, a1, e2. Inom folkmusiken förekommer det att man stämmer om fiolen vilket kallas omstämt eller förstämt. Förstämning gör det enklare att spela i vissa tonarter, och underlättar spel med lösa strängar som borduner. Inom klassisk musik anses omstämning av fiolen numera vara skadligt för instrumentet[källa behövs], men fram till 1700-talet förekom det och var känt som scordatura.
Den vanligaste omstämningen inom folkmusiken är A-bas, det vill säga att g-strängen stäms upp till ett a. Fiolen lämpar sig då för spel i A-dur och a-moll eller i D-dur och d-moll utan alltför betonad subdominant. I spelmansmusik från västra Sverige och stora delar av Norge är denna stämning så vanlig att den anses vara normalstämning. Andra omstämningar är:
- a, e1, a1, e2 – för A-dur och a-moll
- a, e1, a1, c♯2 – för A-dur (även kallad näckstämning eller i Norge trollstämning)
- f, d1, a1, e2 – för d-moll
- d, d1, a1, e2 – för D-dur och d-moll (i Skåne känt som björnstämning)

Fiolen har vanligen fyra strängar, oftast stämda i kvinter med strängarna g (lägst), d', a' och e" (högst). Noter för fiol skrivs oftast i G-klav (diskantklav). Ljudet skapas oftast genom att en stråke dras mot strängarna. Det är också relativt vanligt att man knäpper på strängarna med pekfingret (pizzicato). Man kan också använda stråken till att slå på strängarna, varvid en pizzicatoliknande ton uppstår.
Det finns fioler med fem, sex och sju strängar. Dessa är då vanligen stämda med en kvints intervall neråt i skalan. De fyra "vanliga" strängarna har alltså kompletterats med C, F och Bb beroende på hur många extra strängar det finns. När fiolen har fem strängar innebär det en kombination av altfiolen och fiolen, men med fiolens något mindre kropp.

## Spelsätt och speltekniker
Fiolen hålls vanligen genom att instrumentet får vila på nyckelbenet samtidigt som hakan, placerad i hakstödet, förhindrar att fiolen rubbas ur sin position. Vänsterhanden hålls längst ut på halsen men man undviker att stötta upp instrumentet med ett statiskt vänsterhandsgrepp. Detta är för att underlätta lägesspel, då vänsterhanden förflyttas till olika positioner närmare fiolkroppen och således måste vara fri att röra sig utmed greppbrädan. De flesta använder någon typ av axelstöd på fiolens undersida, som en hjälp att få upp instrumentet i en bra position. Vissa hävdar dock att den statiska hållning som axelstödet kan ge upphov till är en viktig faktor som förklarar de många utslitningsskador violinister råkar ut för. Äldre föregångare till fiolen klämdes inte fast under hakan, utan man höll dem mot bröstet eller axelns framsida. Detta sätt att hålla en vanlig fiol förekommer i dag hos folkmusiker.
Den som spelar trycker ned strängen mot greppbrädan med fingrarna och ändrar på det sättet längden på den del av strängen som kan svänga och åstadkomma ton. Stråken dras utanpå strängarna mellan greppbrädans slut och stallet.
Att spela på lösa strängar, som inte berörs med något finger, undviks inom klassisk musik så långt det går. De lösa strängarna ger en något annorlunda klang, och därför sticker de ut en smula om man spelar på lösa strängar i vanligt melodispel. Inom svensk folkmusik utnyttjar man gärna lösa strängar för att accentuera viktiga ackordstoner och för att få till ett kraftfullare spel. Inte sällan drar man med stråken på flera strängar samtidigt, och låter en lös sträng klinga med som bordunton.
Man känner till vänsterhänta spelmän, som spelat med stråken i vänster hand. På en normalfiol skulle fingersättningen bli bakvänd. Man kan kompensera detta genom att kasta om ordningen på strängarna, men fiolens klang kommer då att försämras. Detta beror på att basbjälken och ljudpinnen sitter asymmetriskt inuti fiolen, och kommer på fel plats i förhållande till strängarna. En fiol som skall användas till vänsterhandsspel måste därför byggas spegelvänd om den ska klinga optimalt.
För att få en mer levande ton kan man låta vänsterhanden vibrera och därigenom spela med vibrato. Vibratot har blivit ett tonideal inom klassisk musik medan det däremot är ovanligt inom folkmusik. Genom att använda en sordin som placeras på stallet får man en mjukare och mer dämpad klang. Sordin används ibland i orkester men även för att störa omgivningen mindre när man övar hemma. Höga särpräglade toner, flageoletter, kan erhållas genom att lätt vidröra strängen på vissa ställen och därigenom dela in strängen i flera vibrerande delar. Genom fingerglidningar kan man få glissando. Pizzicato är att knäppa med fingret på strängen. Col legno är att använda träet på stråken, vanligen för att slå på strängen men det går också att dra stråkens trä mot strängen. (Då bör man dock använda en enkel stråke, eftersom träet far illa.) Några spelsätt som inom den klassiska musiken kallas artikulationer är legato (flera toner på varje stråk), spiccato (studsande stråk), détaché (toner med energi med snabba stråkvändningar) och tremolo (korta snabba stråk). Sul ponticello innebär att man spelar med stråken precis intill stallet, och åstadkommer därmed en mer "viskande" ton, där övertonerna är väldigt påtagliga; Sul tasto är det motsatta, att man spelar vid greppbrädan.

## Musik för fiol
Violinstämman är dominerande i symfoniorkestern, stråkorkestern och stråkkvartetten, och solorepertoaren innefattar ett enormt antal konserter och andra verk. Violinen har ofta en dominerande roll i europeisk folkmusik.
Inom klassisk musik är fiolen ett vanligt både orkester- och soloinstrument. I en symfoniorkester är stråksektionen grundstommen, består av två violinstämmor med ungefär 8-20 utövare i varje samt altfiol, cello och kontrabas. Även formatet stråkkvartett är vanligt: två fioler, altfiol och cello. Johann Sebastian Bach har skrivit sex kända sonater och partitor för soloviolin. Inom kammarmusiken finns mycket musik, både sonater för exempelvis violin och piano, trio med piano, cello eller blåsinstrument; men även stråkkvartetter. Särskilt Mozarts Eine kleine Nachtmusik är en känd och omtyckt stråkkvintett. Det finns också stråkorkester och kammarorkester, vilken sistnämnda även kan innehålla blåsinstrument.
Inom folkmusiken togs fiolen emot med öppna armar och är i dag, tillsammans med dragspel, det mest dominerande instrumentet i svensk folkmusik. Fiolen är ett vanligt instrument i folkmusik från olika länder, exempelvis keltisk folkmusik från de brittiska öarna och amerikansk folkmusik och bluegrass, liksom i romsk musik och är även ett basal i den argentinska tangoorkestern. Fiolen är även en viktig del av country. I och med den elektriska fiolens uppkomst i slutet av 1980-talet har fiolen, liksom de andra stråkinstrumenten, funnit sin väg till många andra genrer såsom pop, rock och metal.

## Ljudexempel
- Spel med nedtryckt finger (fil)
- Spel på lös sträng (fil)
- Vibrato (fil)
- Spel på två strängar samtidigt (fil)
- Pizzicato (fil)
- Elfiol (fil)